# Plano normal (geometría)

Punto de ensilladura con los planos normales en las direcciones de las principales curvaturas.

Un plano normal es cualquier plano que contenga el vector normal de una superficie en un punto dado.
El plano normal también se refiere al plano que es perpendicularidad al vector tangente de una curva; (este plano también contiene el vector normal) ver Fórmulas de Frenet-Serret.

## Sección normal
La sección normal de una superficie en un punto particular es la curva producida por la intersección de esa superficie con un plano normal.
La curvatura de la sección normal se llama marco de Darboux.
Si la superficie tiene forma de arco o cilindro, el máximo y el mínimo de estas curvaturas son las curvaturas principales.
Si la superficie es punto de silla los máximos de ambos lados son las curvaturas principales.
El producto de las curvaturas principales es la curvatura de Gauss de la superficie (negativo para superficies en forma de silla de montar).
La media de las curvaturas principales es la curvatura media de la superficie; si (y solo si) la curvatura media es cero, la superficie se denomina superficie minimal.